# 陳德森
陳德森（英語：Teddy Chen，1958年4月26日—），香港電影導演，作品包括有《十月围城》、《特務迷城》等。他在2010年憑《十月围城》获得2010年香港電影金像獎最佳导演及第5屆香港電影導演會年度杰出导演。

## 背景

### 早年生活

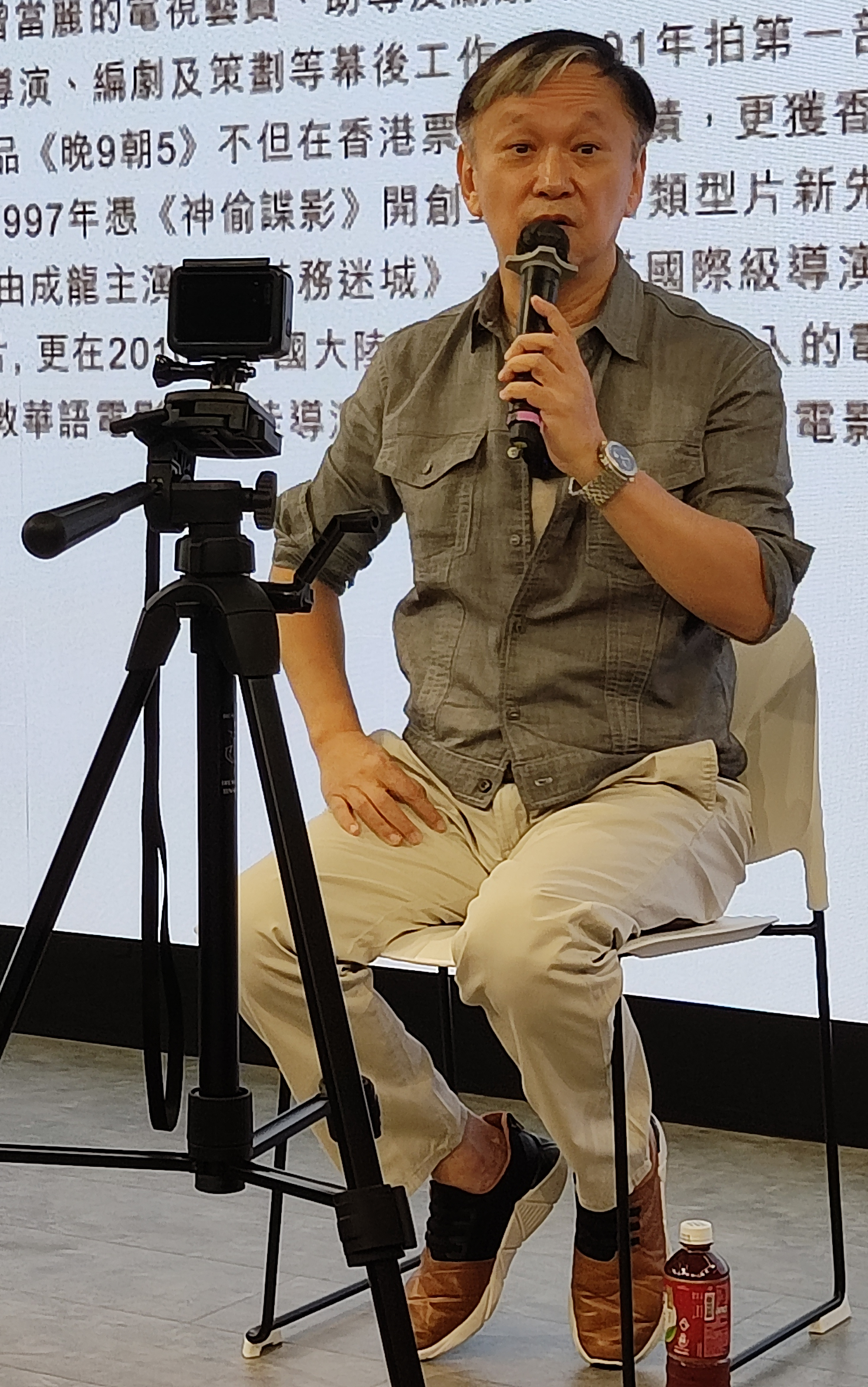
於2022年10月擔任香港電影製作發行協會演講嘉賓

陳德森的太爺為清朝官員，祖父是大學校長，外婆是上海一戶大宅的管家，父親有3名妻子，父子關係不好，表哥是已故男演員汪禹。陳德森對上尚有3名姊姊，他早年居住在九龍城，就讀九龍聖德肋撒英文學校，小學畢業後被母親安排到台灣跟外婆及舅舅同住，並在自由高級中學入讀中一至中三，再回到香港聖芳濟書院，完成中三至中五課程。他回港讀書的原因出於其母親得知連續逗留台灣兩年而不曾離開的僑生會自動變成公民，若歲數超過17歲且不再讀書的話就會被徵召入伍。基於不希望兒子入伍從軍，最終把他送回香港。原可到加利福尼亞大學洛杉磯分校修讀電影課程的他在父親反對下未能負笈海外，此後沒有再升學。他對讀書沒有興趣，時常到福佬村道國際戲院觀看電影。
在校時期，陳德森曾在小學階段因行為不檢而差點被開除學籍，又曾於1973年校運會中從校友兼頒獎嘉賓李小龍手上接過獎牌。學業上表現一般，卻精於運動方面，是學校的足球、籃球以及田徑隊隊長。留台階段更因保齡球球技了得而被游說做全職保齡球運動員，另一方面被建國中學選為糾察隊隊長。

### 從影之路
1978年，陳德森在保齡球場內打保齡球期間遇見時任麗的電視編導的徐小明，徐後來通過助理編導邀請陳德森當演員。當時陳德森透過在香港海洋公園任海豚部門司儀的同儕介紹，到海洋公園做暑期海豚見習訓練員，便抽時間前往麗的電視任單元劇《危險人物》的特約演員，在劇中客串飾演一個少年犯。徐小明該段時期的劇集大多可見陳的身影，而當演員的經驗令陳德森眷戀演藝界，他於是在中五畢業後加入麗的電視編劇組，初期負責《家燕與小田》一類綜藝節目。只當了編劇1年，碰巧得知成龍的經理人正在招聘助手，結果陳德森在19歲時成為成龍的褓母。然而半年後基於想當電影導演而向成龍辭職，成龍亦為他引薦為陳勳奇任電影《孖寶闖八關》的場記。及後，陳德森擔任了1至2部電影的場記，未幾獲章國明賞識升為《邊緣人》的第二副導演。
1988年，陳德森任《盟》的製片人，他從此確立了成為導演的目標。1989年得蔡瀾、陳慶嘉、陳嘉上及鄭丹瑞提拔首次執導演筒，拍攝《我老婆唔係人》（拍攝期有阻滯，故於1991年才上映）。到了1996年，他夥拍幾位友人經營一所小型酒吧，同期電影事業漸有起色。1997年由他執導的《神偷諜影》奪得第17屆香港電影金像獎最佳動作設計獎。1999年的《紫雨風暴》也獲得第19屆香港電影金像獎最佳攝影、最佳動作設計等5個獎項和代表香港參加2000年香港國際電視節。2001年執導的《特務迷城》則獲得第21屆香港電影金像獎最佳動作設計獎及最佳剪接獎。
陳德森於1990年代至2000年代初主攻動作電影，至2000年與陳可辛和馮意清合組「甲上娛樂」（Applause Pictures，前稱亞布洛斯），2002年創立「金川映畫」後開始嘗試籌拍其他類型的電影。他其後於2005年成立三木製作有限公司，2008年在好友陳可辛的協助下，完成《十月圍城》的拍攝工作。該齣電影除了在2009年錄得近3億元人民幣中國內地票房，還為陳德森迎來2009年度第5屆香港電影導演會年度傑出導演獎、第29屆香港電影金像獎最佳電影、最佳導演等8個獎項。2011年，他獲第14屆中國電影華表獎優秀境外華裔導演。
2014年，陳德森投資逾100萬元引進賦強（Fortro）防脫髮產品在港銷售。2022年接受無綫電視邀請，主理2022年無綫電視藝員訓練班。

### 影壇以外發展
在電影界發展以外，陳德森一直參與慈善服務。他於2006年計劃籌備一所老人院回饋社會，最後花了15年時間，於2021年與曾志偉等人，聯同榕光社落實籌辦慈善老人院「榕光社護老之家」。2010年又筵開80席「十方善緣 共種福田」慈善素宴，為2010年玉樹地震災區籌款。2022年，陳德森發布著作《把悲傷留給電影》。

### 其他資料
1997年4月，陳德森拍攝《神偷諜影》時，一個場務人員在爆炸意外中被炸死，他和相關人士因而被控誤殺。經審訊後，法庭裁定誤殺罪名不成立。

## 個人生活
陳德森於2012年與任職時裝界的圈外人林蔚結婚。此前他在台灣讀書時跟一位妹妹結拜為誼兄妹。
此外，他於2003年籌備製作《十月圍城》期間，因遇上嚴重交通意外、2003年嚴重急性呼吸系統綜合症疫情令拍攝期受阻，加上投資方老闆突然自殺，令電影拍攝工作一度停止，之後陳德森的銀行戶口被凍結，而母親前往澳洲探親時中風昏迷，胞姊也同時患上癌症，終令陳德森患上抑鬱症。及至2009年再度開拍《十月圍城》期間，受製作上的沉重壓力影響，其抑鬱症復發。

## 執導作品
- 2020年《征途》
- 2014年《一個人的武林》
- 2009年《十月围城》
- 2005年《童梦奇缘》
- 2003年《1:99电影行动——向好看》
- 2001年《特务迷城》
- 1999年《紫雨风暴》
- 1997年《神偷谍影》
- 1994年《点指兵兵之青年干探》、《晚9朝5》
- 1993年《情人知己》
- 1991年《我老婆唔係人》

## 個人創作
- 2022年《把悲傷留給電影》

## 參與節目
- 2021年 片場職人（Now爆谷台）
- 2022年 諸朋好友（翡翠台）
- 2022年 好聲好戲（第二季）（翡翠台）
- 2022年 大灣區解碼（翡翠台）

## 政府宣傳片
- 2023年：知識產權署─數碼版權 正版流傳

## 外部連結
- 陳德森的新浪微博
- 陳德森在互联网电影资料库（IMDb）上的資料（英文）（英文）
- 在AllMovie上陳德森的頁面（英文）
- 在AllMovie上陳德森的頁面（英文）
- 陳德森在香港影庫上的簡介
- 陳德森在豆瓣上的资料（简体中文）
- 陳德森在时光网上的簡介（简体中文）